# 阿替利珠单抗
阿替利珠单抗（Atezolizumab，商品名Tecentriq，中文商品名泰圣奇）是一种用于治疗尿路上皮癌、非小细胞肺癌（NSCLC）、三阴性乳腺癌、小细胞肺癌和肝细胞癌的IgG1同种型完全人源化抗PD-L1单克隆抗体。该药由基因泰克研发，是FDA批准的首个PD-L1抑制剂。 

## 临床应用
在欧盟，阿替利珠单抗被批准用于铂类药物化疗失败或不适宜化疗的局部晚期或转移性尿路上皮癌的一线治疗。该药同时被批准与贝伐珠单抗 、紫杉醇和卡铂联合给药用于晚期或转移性非小细胞肺癌的一线治疗，对于EGFR突变或ALK阳性的非小细胞肺癌患者，只有在接受其他靶向抗癌药治疗失败后，才建议使用该方案。该药也可单一给药用于化疗失败的晚期或转移性非小细胞肺癌的治疗。
在美国，FDA于2016年5月将阿替利珠单抗用于晚期或转移性尿路上皮癌一线治疗的申请纳入快速审批通道。由于该药在之后的验证性试验中未能达到其总体生存率的预期终点，FDA于2018年改变该项申请的适用范围，用于无法接受铂类药物化疗且体内PD-L1水平高的患者。2016年10月，FDA批准阿替利珠单抗用于铂类化疗失败的转移性非小细胞肺癌的治疗。 2019年3月，FDA批准该药用于治疗三阴性乳腺癌。 
阿替利珠单抗也用于治疗广泛期小细胞肺癌。 

## 不良反应
阿替利珠单抗单独使用时，最常见的副作用包括疲倦、食欲下降、恶心、呕吐、咳嗽、呼吸困难、腹泻、皮疹、发烧、尿路感染以及关节和肌肉疼痛等。与其他抗癌药物联合使用时，还会产生周围神经病变、贫血、中性粒细胞减少症、血小板减少等不良反应。 尿路感染是最常见的严重不良反应。 

## 药理学
PD-L1在某些肿瘤细胞表面上高表达，可以避免免疫细胞（特别是细胞毒性T细胞）的识别以及攻击。阿替利珠单抗可阻断PD-L1与PD-1和CD80受体（B7-1Rs）的相互作用，继而消除这种抑制作用，从而引发T细胞抗肿瘤反应。
对于某些癌症（尤其是膀胱癌），该药的疗效与PD-L1表达正相关，但是大多数表达PD-L1癌细胞对该药不敏感，而另一些（约15％）没有PD-L1表达的癌细胞却有疗效。这提示该药可能还存在未阐明的其他药理作用。 

## 临床试验
2015年，罗氏宣布阿替利珠单抗开始进行临床试验，其适应症为实体瘤免疫疗法。
2016年4月，罗氏宣布FDA将该药用于治疗肺癌的申请纳入快速审批通道。 
2016年5月，该药被FDA批准用于铂类化疗失败的局部晚期或转移性尿路上皮癌的治疗。 2017年5月，该药用于膀胱癌二线治疗的III期临床试验失败。 
2016年5月，该药参与了一项单臂临床试验以验证该药的安全性和有效性，该试验有310名患有局部晚期或转移性尿路上皮癌的患者参加。试验测量了受试者的客观缓解率，还研究了在不同的PD-L1蛋白表达下该药对肿瘤浸润免疫细胞的作用差异。研究表明，受试者的客观缓解率为14.8％，且缓解时间在2.1个月至13.8个月。 PD-L1表达为阳性的参与者中，有26％的参与者症状得到缓解；相比之下，PD-L1表达为阴性的参与者缓解率为9.5％。 该试验在美国，加拿大，西班牙，法国，英国，德国，意大利和荷兰进行。 
2016年10月，该药被FDA批准用于铂类化疗失败的转移性非小细胞肺癌的治疗。该批准基于两项国际性的随机双盲临床试验（OAK和POPLAR）。结果表明该试验在1137名患者中显示出一致的疗效和安全性结果。两项结果还表明，使用阿替利珠单抗治疗的参与者相比使用多西他赛的参与者，其总生存期在两项实验中分别提高了4.2个月和2.9个月。 
2017年9月该药在欧盟批准上市。 
2018年5月，FDA将该药与贝伐珠单抗联合用于某些肺癌的一线治疗的申请纳入优先审查。 
2018年8月，FDA更新了该药的处方信息，要求局部晚期或转移性尿路上皮癌患者使用该药前应检查的肿瘤组织中的PD-L1水平。 
2018年9月第19届世界肺癌大会（WCLC）上，罗氏发表该药的研究结果，宣布该药可以延长转移性晚期小细胞肺癌患者的生存期。

2018年10月，该药与白蛋白结合型紫杉醇联合治疗晚期三阴性乳腺癌的临床试验结束。 
2018年12月，FDA批准该药联合贝伐单抗，紫杉醇和卡铂用于无EGFR或ALK基因组突变的转移性非鳞状非小细胞肺癌的治疗。该批准基于IMpower150试验（NCT02366143），这是一项随机三臂（1：1：1）临床试验，共有1202名参与者。 
2019年3月，FDA批准该药与白蛋白结合型紫杉醇用于表达PD-L1 1%以上的不可切除的局部晚期或转移性三阴性乳腺癌的治疗。 FDA还批准了VENTANA PD-L1（SP142）分析法作为分析TNBC患者PD-L1表达量的辅助诊断设备。两项批准基于IMpassion130（NCT02425891）临床试验，该试验是一项国际多中心的随机双盲临床试验。试验包括902名患有不可切除的局部晚期或转移性TNBC患者，他们先前未接受过化疗。 参与者被随机分配（1：1）以接受阿替利珠单抗（840 mg）或安慰剂治疗，每段疗程的第1天和第15天给予两组患者白蛋白结合型紫杉醇治疗。
2019年3月，FDA批准该药与卡铂和依托泊苷联合用于转移性晚期小细胞肺癌的一线治疗。该批准基于IMpower133（NCT02763579）试验，这是一项多中心随机双盲临床试验。  
2019年12月，FDA批准该药与白蛋白结合型紫杉醇和卡铂联合用于转移性非鳞状非小细胞肺癌的一线治疗，该批准基于IMpower130（NCT02367781）试验。该试验是一项多中心随机（2：1）临床试验，针对IV期非鳞状非小细胞肺癌的参与者。该试验将724名参与者随机分为阿替利珠单抗、白蛋白结合型紫杉醇和卡铂联合治疗组，阿替利珠单抗单药治疗组以及白蛋白结合型紫杉醇和卡铂联合治疗组共三组，同时三组均以培美曲塞作为兜底治疗。 
2020年2月NMPA基于IMpower133试验结果批准该药用于广泛期小细胞肺癌治疗。
2020年5月，FDA根据IMbrave150（NCT03434379）试验结果批准该药联合贝伐珠单抗用于无法切除的原发性晚期肝癌患者。 
2020年7月，FDA根据IMspire150（NCT02908672）试验结果批准该药与cobimetinib和维莫非尼联合用于BRAF V600突变阳性且无法切除或发生转移的黑色素瘤的治疗。 

## 药品经济学
在美国，阿替利珠单抗的治疗费用平均每月13,200美元，具体价格取决于给药方案。尽管有数据显示，与接受单独化疗的人相比，联合使用阿替利珠单抗的患者其两年生存率提高30％， 但加拿大与英国药品监管部门拒绝为小细胞肺癌患者使用阿替利珠单抗提供资助，理由是药品价格昂贵，“成本太高”。 2020年5月27日，罗氏为该药重新定价，英国随即撤销了先前的决定并批准该药用于广泛期小细胞肺癌。

## 研究
一项I期试验报告了阿替利珠单抗用于转移性三阴性乳腺癌的客观缓解率为19％。 
截至2019年，阿替利珠单抗正在针对多种类型的癌症进行试验，例如胰腺癌，胃癌和卵巢癌。 